# ریچل د تایم
ریچل د تایم (به انگلیسی: Rachel De Thame) (زاده ۱۳ اکتبر ۱۹۶۱) بازیگر اهل انگلستان است.

## بخشی از فیلمشناسی
از فیلم‌ها یا برنامه‌های تلویزیونی که وی در آن نقش داشته‌است می‌توان به آثار زیر اشاره کرد.
- مرلین (مینی‌سریال)
- دنیای باغبانان